# Пиана, Рич
Ричард Юджин Пиана (26 сентября 1970 — 25 августа 2017) — американский бодибилдер, видеоблогер и бизнесмен. Он выиграл титул NPC Mr. Teen California в 1989 и титул Mr. California в 1998 году и соревнования Чемпионат Калифорнии по бодибилдингу (NPC) в 2003 и 2009 годах. У Пианы была собственная линейка спортивного питания под названием Rich Piana: 5 % Nutrition
В отличие от своих коллег, он публично признал, что принимал анаболические стероиды, синтетический гормон роста и инсулин на всём протяжении его карьеры, начиная с 18 лет. Он прекрасно осознавал опасность использования стероидов, использовал их на постоянной основе, поскольку применение фармакологических препаратов являлось необходимой частью профессионального бодибилдинга, и что это был риск, на который он готов пойти. Биография Рича Пиана как соревновательного атлета была сравнительно короткой. Зато он был очень популярен среди фанатов «железного спорта» прежде всего благодаря своей общительной, открытой и экстравертной личности.

## Ранние годы жизни
Пиана родился 26 сентября 1970 года в Лос-Анджелесе, Калифорния (США). Он вырос в Сакраменто и часто ходил в спортзал, чтобы посмотреть, как его мать тренируется в тренажёрном зале. В юном возрасте Рич Пиана начал занимался тхэквондо и уже через год получил оранжевый пояс. Позже это увлечение переросло в страсть к ММА и осталось с ним до конца жизни. Какое-то время Пиана занимался одновременно бодибилдингом и боевыми искусствами, но в конечном итоге выбрал всё же силовой тренинг. Он продолжил заниматься теми же боевыми искусствами и даже, имея вес в 140 кг, демонстрировал хорошую гибкость, подвижность и даже считался экспертом по силовой подготовке для бойцов. В 11 лет Пиана начал заниматься бодибилдингом. Четыре года спустя он принял участие в своих первых соревнованиях. К 18 годам Пиана уже имел несколько титулов, в том числе NPC Mr. Teen California, завоёванный им в 1989 году. Именно на этапе подготовки к этим соревнованиям он начал использовать стероиды.

## Соревновательная карьера
Пиана выиграл соревнование NPC Mr. Teen California в 1989 году в возрасте 18 лет, а в 1998 году он был назван NPC мистером Калифорния. Он продолжал соревноваться в течение примерно 25 лет, выиграв соревнования NPC в супертяжёлом весе в Лос-Анджелесе в 2003 году, в супертяжёлом весе в Сакраменто 2009 года, в классическом супертяжёлом весе пограничных штатов в 2009 году и в общем чемпионате. Его силовые показатели на тот момент были следующими: жим лёжа — 225 кг х 3 повторения, приседания — 265 кг х 3 повторения, становая тяга — 265 кг х 1 раз. Особой любовью у Рича Пиана пользовались старые, забытые всеми упражнения: сгибания с гантелями Джорджа Зоттмана, тяга Стива Ривза, обратные шраги Ли Хейни.
Пиана не отрицал применение синтола для ускоренного набора массы рук и дельтовидных мышц. Поэтому трицепсы, бицепсы и средние дельты Пиана выглядели неестественно и непропорционально. Помимо синтола, Пиана использовал ещё один препарат для локальных инъекций под названием полиметилметакрилат-метакрилат (ПММА). В пластической хирургии ПММА используется в качестве имплантата для губ, для коррекции шрамов и сокрытия послеоперационных рубцов. Препарат является весьма дорогостоящим и опасным в применении без консультаций врача.
Его фото было на обложке выпуска ноября 1998 журнала Ironman. По примеру своих кумиров Рега Парка и Арнольда Шварценеггера Пиана пробовал силы в кинематографе. У него была эпизодическая роль в фильме «Планета обезьян» в 2001 году и в ситкоме «Малкольм в центре внимания» в 2004 году. Пиана был одним из главных героев документального фильма о бодибилдинге «Поколение Железа 2» 2017 года.
В 2010 году он запустил линию спортивного питания Rich Piana: 5 % Nutrition. Цифра «5%» в названии бренда говорила о том, что «только 5% людей действительно делают всё возможное, чтобы осуществить свои мечты и достичь своих целей». По окончании соревновательной карьеры Пиана сосредоточился на продвижении своего бренда и часто говорил об использовании стероидов и связанных с ними последствиях. Он появлялся на выставках, посвящённых фитнесу, чемпионатах и соревнованиях и везде пропагандировал выпускаемые им добавки. Он вёл свой видеоканал на YouTube, в котором рассказывал честно про набор массы, об используемых им препаратах, о своей личной жизни, а также о технике выполнения упражнений и используемых им тренировочных методиках. В своих видеороликах он регулярно говорил о собственном спортивном питании, о том, как и из каких ингредиентов производится и чем его добавки отличаются от добавок конкурентов.

## Личная жизнь
В 2015 году Рич Пиана женился на исландской культуристке Саре Хеймисдоттир. Они расстались в 2016 году, и позже он обвинил её в том, что она использовала его, чтобы получить право на проживание в США, и украла у него деньги. Затем он возобновил свои давние отношения с фитнес-моделью Шанель Янсен, которые продолжались вплоть до момента смерти.

## Смерть
7 августа 2017 года Шанель Янсен гостила у Пиана дома, как он вдруг потерял сознание, упал и сильно ударился головой. Янсен позвонила оператору службы экстренной помощи 911. Медработники обнаружили в доме измельчённый белый порошок вместе с соломинкой и кредитной картой, поэтому ввели Пиана препарат, используемый для противодействия передозировке опиатов. Помимо белого порошка, в доме было найдено двадцать бутылочек раствора тестостерона.
Проведя две недели в искусственной коме, Пиана умер 25 августа 2017 года в возрасте 46 лет. Вскрытие показало, что его сердце и печень были гипертрофированы и весили вдвое больше, чем у обычного взрослого мужчины. Вскрытие не позволило установить причину и способ смерти. Токсикологический анализ не был проведён во время вскрытия, поэтому судебно-медицинский эксперт не смог сделать заключение.
Больница выбросила образцы, необходимые для последующего токсикологического анализа, несмотря на конкретные просьбы сохранить их для дальнейших исследований. Это привело к появлению теорий заговора о возможном сокрытии истинных обстоятельств и причины его смерти. В отчёте о вскрытии говорилось, что нет никаких доказательств того, что Пиана умер вследствие недавней травмы, что исключает физическую травму как существенный фактор его смерти. 
Был похоронен в Мемориальном парке Форест-Лоун в Голливуд-Хиллз, Калифорния.